# Gvardeyskiy
Gvardeyskiy (em russo: Гвардейский) é uma vila na região de Almaty, no sudeste do Cazaquistão.

## População
Em 1999, a população da aldeia era de 5306 pessoas (2606 homens e 2700 mulheres). De acordo com o censo de 2009, viviam na aldeia 6.537 pessoas (3.200 homens e 3.337 mulheres).

## História
Em 1958, foi fundado na aldeia o Instituto de Pesquisas Científicas Agrícolas, especializado em doenças (vírus) de animais de fazenda e plantações, que se dedicava à pesquisa para proteger as fronteiras do sul da URSS, em particular as regiões da Ásia Central e do Cazaquistão, de doenças infecciosas especialmente perigosas de animais agrícolas e selvagens que poderiam ser importados de países vizinhos com a ajuda dos Estados Unidos engajados no desenvolvimento de armas biológicas. Hoje, o instituto se dedica ao estudo não apenas de doenças especialmente perigosas de animais, mas também de humanos. Em particular, juntamente com organizações científicas do Departamento de Defesa dos EUA, está cooperando no estudo de doenças especialmente perigosas de animais e humanos. O instituto também está desenvolvendo vacinas, inclusive contra o coronavírus.
Três unidades militares das Forças Terrestres das Forças Armadas da República do Cazaquistão estão implantadas no assentamento de Gvardeiskiy, que juntas formam a 40ª base militar. No território da aldeia existem três acampamentos militares, 2 fechados e 1 isolado